# Primrose Path (альбом Dream State)
Primrose Path — дебютний повноформатний альбом валлійського постхардкор гурту Dream State, випущений 18 жовтня 2019 року лейблом UNFD. Він був спродюсований Деном Веллером та увійшов у UK Albums Chart під номером 100.

## Сингли
6 березня 2019 року вийшов перший сингл з альбому «Hand in Hand». Другий сингл «Primrose» вийшов 10 липня 2019 року. Після цього вийшов третій сингл «Open Windows» і офіційний анонс альбому 20 серпня 2019 року. 8 жовтня 2019 року, лише за десять днів до виходу альбому, на BBC Radio 1 вийшов четвертий сингл «Twenty Letters».
21 червня 2020 року було випущено п'ятий і останній сингл і відео з альбому на пісню «Are You Ready to Live?» .

## Сприйняття
Primrose Path отримав загалом позитивні відгуки критиків. Джейк Річардсон з Kerrang! назвав його «одним з найкращих британських дебютних альбомів року». У своєму огляді Джем Роджерс з Punktastic описав альбом як «динамічний, щиросердний та сповнений вогню».

## Список пісень
| #     | Назва                    | Тривалість |
| ----- | ------------------------ | ---------- |
| 1.    | «Made Up Smile»          | 5:34       |
| 2.    | «Are You Ready to Live?» | 4:15       |
| 3.    | «Hand in Hand»           | 3:19       |
| 4.    | «Open Windows»           | 3:51       |
| 5.    | «Twenty Letters»         | 3:48       |
| 6.    | «Spitting Lies»          | 3:33       |
| 7.    | «Out of the Blue»        | 3:37       |
| 8.    | «Chapters»               | 3:54       |
| 9.    | «Primrose»               | 4:24       |
| 10.   | «I Feel It Too»          | 5:01       |
| 41:16 |                          |            |

## Учасники запису альбому
Dream State
- Шарлотта-Джейн «CJ» Гілпін — вокал
- Алед Еванс — гітара, бас
- Ріс Вілкокс — гітара, бас, бек-вокал
- Джеймі Лі — ударні

Виробництво
- Ден Веллер[en] — продюсер

## Хіт-паради
| Chart (2019)                                 | Peak position |
| -------------------------------------------- | ------------- |
| Шотландія Scottish Albums (OCC)              | 73            |
| Велика Британія UK Albums (OCC)              | 100           |
| Велика Британія UK Independent Albums (OCC)  | 10            |
| Велика Британія UK Rock & Metal Albums (OCC) | 3             |